# Laurens Cherchye
Laurens Cherchye (Ieper, 19 november 1974) is een Belgisch econoom en gewoon hoogleraar verbonden aan de faculteit Economie en Bedrijfswetenschappen van de KU Leuven. Zijn onderzoek situeert zich binnen de micro-economie. Het richt zich onder andere op de vraag hoe er binnen gezinnen beslissingen worden genomen omtrent de verdeling van tijd en geld, en wat de impact hiervan is op het individuele welzijn van de gezinsleden. Daarnaast is Laurens Cherchye gespecialiseerd in niet-parametrische technieken voor de analyse van productiegedrag.

## Biografie
Hij deed zijn middelbare studies in het Sint-Stanislascollege in Poperinge. Hij volgde de kandidaturen in de Toegepaste Economische Wetenschappen aan de Kortrijkse campus KULAK van de KU Leuven, gevolgd door licentiaatsstudies Economische Wetenschappen aan de Leuvense campus. Hij behaalde in 2001 zijn doctoraat in de Economische Wetenschappen aan de KU Leuven.
Van 2002 tot 2008 had hij een postdoctoraal mandaat aan de Fonds voor Wetenschappelijk Onderzoek. In 2005 werd hij docent aan de KU Leuven, daarna hoofddocent en hoogleraar en in 2013 gewoon hoogleraar. Van 2008 tot 2009 was hij tevens gastprofessor aan de Université libre de Bruxelles, en van 2009 tot 2011 hoogleraar aan de Universiteit van Tilburg.
Hij is tevens verbonden aan het University College London als Honorary Senior Research Associate, aan het Institute for Fiscal Studies als International Research Fellow en aan de Universiteit van Tilburg als Extramural Fellow. Bovendien is hij associate editor van de vaktijdschriften Economic Journal en Journal of Productivity Analysis. In 2014 verwierf hij een Consolidator Grant van de European Research Council (ERC). In 2020 werd hij verkozen als lid van de Koninklijke Vlaamse Academie van België voor Wetenschappen en Kunsten.
Hij woont in Vlamertinge (Ieper) en heeft drie kinderen.

## Prijzen
Samen met Bram De Rock en Frederic Vermeulen won hij in 2019 de Francquiprijs. De drie economen ontwikkelden een methodologie waarmee ze de keuzes van individuele gezinsleden en de verdeling van geld en tijd binnen gezinnen op een betrouwbare manier kunnen verklaren. Met die methode kan de impact van bepaalde overheidsmaatregelen op het welzijn van individuele gezinsleden beter en nauwkeuriger gemeten worden.
In 2015 wonnen Laurens Cherchye, Bram De Rock en Frederic Vermeulen de Pioniersprijs van de KU Leuven. In 2007 wonnen ze de Prijs van de Vereniging voor Economie. In 2014 behaalde Laurens Cherchye voor zijn werk met Bram De Rock en Frederic Vermeulen de Prijs van de Vlaamse Wetenschappelijke Stichting van de Koninklijke Vlaamse Academie van België voor Wetenschappen en Kunsten. In 2006 won hij samen met Timo Kuosmanen en Timo Sippilaïnen de Management Science Strategic Innovation Prize van de Association of European Operational Research Societies (EURO).